# James Ambrose Cutting
James Ambrose Cutting (Haverhill, 1814 – Worcester, 31 luglio 1867) è stato un fotografo statunitense.

## Biografia
Di famiglia povera, crebbe in una fattoria di Haverhill, nel New Hampshire. All'età di 28 anni inventò un nuovo tipo di alveare e coi ricavati del brevetto si trasferì a Boston.
A Cutting viene attribuita l'invenzione dell'ambrotipo ma ciò è sbagliato in quanto il procedimento su lastra bagnata al collodio umido fu inventato da Frederick Scott Archer nel 1849, il quale però non brevettò la propria scoperta e morì in povertà. Archer pubblicò le sue scoperte in un articolo apparso su "The Chemist" nel 1851 e scrisse il volumne A Manual of the Collodion Photographic Process (Il processo al collodio sul vetro) nel 1852.
Cutting nel 1854 brevettò l'ambrotipia, un procedimento basato anch'esso sul collodio umido con la differenza che mentre Cutting usava l'immagine come positivo, Archer la usava come negativo. Probabilmente il nome fu scelto sia perché il suo "autore" si chiamava Ambrose e perché "ambrotos" in greco significa "immortale". Sembra che il nome venne scelto dal fotografo dagherrotipista Marcus Aurelius Root.
Le ambizioni di Cutting in fotografia erano motivate soprattutto dal desiderio di fare soldi. Egli infatti possedeva uno yacht che aveva battezzato "The Ambrotype". Ispirato dalle sue avventure col suo yacht, decise di aprire nel 1859 un acquario pubblico, il "Boston Aquarial Gardens", novità per l'America, che si rivelò popolare e redditizia. Sperava con questo successo di costruire acquari e sale di intrattenimento, ma lo stress per l'organizzazione e la progettazione nonché l'enorme spesa necessaria si rivelarono insormontabili per lui. Vendette l'acquario a Phineas Taylor Barnum. Cutting fu internato in un manicomio a Worcester dove morì nel 1867 con il titolo Death of an Inventor in an Insane Asylum (Morte di un inventore in un manicomio).